# Jackie Rodriguez Stratta
Jackie Rodríguez Stratta (12 de abril de 1950) es un periodista, locutor, publicista y productor uruguayo. Es conocido por encargarse de la sección de espectáculos de Subrayado. 

## Biografía
Comenzó su actividad en los medios como productor en Canal 4, debutando en la conducción del programa Detrás de la pantalla en Canal 5 con Yamandú Marichal, el cual luego concretó su pase a Canal 10. En 1992 realizó el ciclo de programas especiales “Galas del cine” en la misma cadena. En 2002 comienza a formar parte de la edición central de Subrayado en la sección de espectáculos en dónde popularizó la siguiente frase al cabo de presentar los nuevos estrenos. 

«Y va, en varias salas.»
Jackie Rodriguez Stratta, latigillo que popularizó.

Desde hace varios años participa como columnista en CX 12 Radio Oriental.
En la industria cinematográfica ha trabajado para distintas compañías como Metro-Goldwyn-Mayer, Universal Pictures, entre otras, en la promoción, publicidad e introducción de estrenos de cine en el país. Ha participado en diversos festivales internacionales,  contabilizando las dieciocho ocasiones del Festival de San Sebastián, catorce del Festival de Cannes, diez Berlinale y dos Premios Óscar. Realiza talleres de cine en La Sin Rival.
Estuvo casado con Esther Cañas Bestilleiro, quien falleció en 2023. 

## Televisión
- Detrás de la pantalla
- Galas del cine
- Subrayado

## Premios
- Premio Iris